# دنیل کاریسو
دنیل فلیپه مارچینس کاریسو (پرتغالی: Daniel Filipe Martins Carriço؛ زادهٔ ۴ اوت ۱۹۸۸) بازیکن سابق فوتبال اهل پرتغال است.
از باشگاه‌هایی که در آن بازی کرده‌است می‌توان به اسپورتینگ، اولهاننزه، لیماسول، ردینگ، سویا و ووهان زال اشاره کرد.